# Pseudeusemia aroensis
Pseudeusemia aroensis là một loài bướm đêm trong họ Geometridae.